# وودنسبرا
وودنسبرا (به انگلیسی: Woodnesborough) یک روستا و محله مدنی در بریتانیا است که در Dover واقع شده‌است. وودنسبرا ۱٬۰۶۶ نفر جمعیت دارد.